# 白帽黑客
白帽黑客是指道德黑客或電腦保安專家，專門從事滲透測試及其他測試方法，確保資訊系統安全。道德黑客是一個術語，意味著比滲透測試更廣泛的類別。白帽黑客在网络用语中指站在黑客的立场攻击自己或被別人允許攻擊的系统以进行安全漏洞排查的程序员。他们用的是黑客（一般指“黑帽黑客”）惯用的破坏攻击的方法，行的却是维护安全之事。